# 2018年沖繩縣知事選舉
2018年沖繩縣知事選舉是於2018年9月30日在日本沖繩縣舉行的知事選舉。最終玉城丹尼當選為新的知事。

## 概要
最初沖繩縣選舉管理委員会宣布「2018年11月1日公告・11月18日投開票」。因日本的知事無任期限制，時任知事翁長雄志仍有資格參加這次知事選舉，但由於翁長雄志在8月8日去世而被提前至9月30日。副知事謝花喜一郎代理知事職務，三天後改由富川盛武代理。這次選舉也是自投票年齡降低至18歲以來的首次沖繩縣知事選舉。
是否將駐日美軍的普天間飛行場搬遷到名護是這次選舉的主要爭論點。上屆2014年沖繩縣知事選舉因反對在日美軍普天間飛行場搬遷到名護，当時的自民黨籍那覇市長翁長雄志轉向日本共産黨・社會民主黨為中心的在野集團全沖繩，並擊敗自民黨推薦的仲井真弘多。

## 主要候選人

### 執政黨側
全沖繩当初屬意翁長連任，但翁長死後候選人出現空缺，其中吳屋守將氏和沖繩縣第3區衆議員玉城丹尼成為翁長屬意的繼承人。8月28日日本共産黨・社会民主黨・立憲民主黨・國民民主黨・衆議院無所屬代表等全沖繩組成黨派会談，5黨派表明支持玉城丹尼，隔日玉城丹尼宣布投入知事選舉。

### 在野黨側
自民黨選考委員会於7月5日内定宜野灣市長佐喜真淳為候選人，並獲得其他同盟政黨支持。

## 結果
| 候選人     | 所屬黨派   | 支持黨派                                                            | 票數      | 比率 (%)      |
| ---------- | ---------- | ------------------------------------------------------------------- | --------- | ------------- |
| 玉城丹尼   | 無黨       | 全沖繩 (日本共産黨・社民黨・立憲民主黨・國民民主黨・自由黨・社大黨) | 396,632   | 55.07         |
| 佐喜真淳   | 無黨       | 自民黨、公明黨、日本維新會、希望之黨                                | 316,458   | 43.94         |
| 兼島俊     | 無黨       | 無                                                                  | 3,638     | 0.51          |
| 渡口初美   | 無黨       | 無                                                                  | 3,482     | 0.48          |
| 無效票     | 無效票     | 無效票                                                              | 5,037     | 0.69          |
| 投票數     | 投票數     | 投票數                                                              | 725,247   | 63.24 (▼0.89) |
| 投票權人數 | 投票權人數 | 投票權人數                                                          | 1,146,815 |               |
| 出處：     |            |                                                                     |           |               |